# لالة ياقوت
لالة ياقوت (توفيت في 1 سبتمبر 1953) كانت إحدى زوجات السلطان مولاي يوسف وأم الملك محمد الخامس.

## سيرة
للا ياقوت كانت الزوجة الأولى للسلطان مولاي يوسف. وهي من مواليد إقليم الحوز بالقرب من مراكش. وكان زواجها من مولاي يوسف، الذي كان لا يزال أميرًا في ذلك الوقت، سببًا في تعزيز التحالف مع قبائل منطقتها. يقول البعض أنها من أصل تركي. في عهد ابنها السلطان سيدي محمد، عاشت في القصر الملكي بفاس.
بقيت في المغرب بعد نفي ابنها في 20 أغسطس 1953، إلى كورسيكا ثم إلى مدغشقر، فقررت الإقامة في القصر الملكي بمكناس، عاشت هناك برفقة مسعودة ساسون، التي كانت خادمتها لمدة عشر سنوات.
توفيت لالة ياقوت في 1 سبتمبر 1953 ودفنت في فاس الجديد، في المقبرة الملكية بمسجد مولاي عبد الله.

## الزواج
تزوجت من السلطان مولاي يوسف قرابة عام 1907، قبل اعتلائه العرش. ومن بين أبنائهم:
1. مولاي إدريس (1908 – 1962)، عزل من ترتيب الخلافة بسبب معاناته من مرض مناعي ذاتي؛
2. السلطان سيدي محمد (1909 – 1961)، المعروف باسم محمد الخامس؛
3. لالة أمينة،[10] ولدت بالرباط.[9] تزوجت من مولاي الحسن بن إدريس، وأنجبا ولداً اسمه مولاي إدريس؛
4. مولاي عبد السلام، من مواليد عام 1914.[2]

## تكريمات
افتتح شارعان في الدار البيضاء أطلق عليهما اسم لالة ياقوت تكريما لها، في عهد ابنها محمد الخامس.